# Kouros Getty
O Kouros Getty é uma estátua de mármore com cerca de 2 metros de altura representando um jovem grego (kouros), pertencente ao Museu J. Paul Getty de Los Angeles, Estados Unidos, de onde vem seu apelido. Pode ser uma criação autêntica grega, e neste caso dataria do período arcaico, mas também pode ser uma habilidosa falsificação. A obra tem sido intensamente estudada mas não se chegou a uma conclusão sobre sua autenticidade, persistindo a polêmica entre os especialistas. 
Nada se sabia sobre o Kouros Getty até ele aparecer no mercado de antiguidades em 1983, quando o negociante Gianfranco Becchina o ofereceu ao curador de antiguidades do museu, Jiří Frel, estando partido em sete fragmentos. Contudo, imediatamente foram levantadas suspeitas sobre sua autenticidade.
Apesar das reservas expressas por alguns especialistas convocados para analisá-lo, um teste químico em sua superfície mostrou evidências de dedolomitização, uma mudança que se pensava ocorrer em rochas somente de forma natural ao longo do tempo, o que foi interpretado como um sinal de que a peça tinha grande antiguidade. A dedolomitização pode ser produzida artificialmente, mas então isso não era conhecido. Assim, a compra foi aprovada pelo conselho do museu em janeiro de 1985, pagando-se um valor de 9,5 milhões de dólares. A aquisição foi anunciada ao público em 1987, quando novas críticas surgiram, denunciando-o como uma fraude. Além disso, investigações subsequentes mostraram que era falsa a documentação apresentada na época da compra, na qual se alegava que a obra havia pertencido ao colecionador Jean Lauffenberger, de Genebra, que a teria adquirido de um negociante grego em 1930.
Os estudos continuaram sem oferecer novas evidências conclusivas, e em 1992 a obra foi levada para a Grécia, sendo organizado um simpósio de especialistas para que se estudasse a questão da autenticidade, mas foi demonstrado que há elementos técnicos e estilísticos tanto para apoiá-la como para negá-la, não sendo alcançado nenhum consenso. O museu identifica o kouros hoje como "um original de c. 530 a.C. ou uma falsificação moderna", mas não está em exibição pública.